# Szikla (település)
Szikla (1886-ig Szihla, szlovákul: Sihla, németül: Siegel-Glasshütte) község Szlovákiában, a Besztercebányai kerületben, a Breznóbányai járásban.

## Fekvése
Breznóbányától 30 km-re délre fekszik, a Herencsvölgyet Breznóbányával összekötő 529-es út közelében, a Kövecses (Kamenistý)-patak forrásánál, melynek völgye a község túlnyomórészt erdővel borított 26,8330 km²-es területének nagy részét alkotja.
Délről Forgácsfalva, keletről Darabos, északról Feketebalog, nyugatról Garamolaszka, délnyugatról pedig Herencsvölgy községekkel határos. Keleti határa egyben a történelmi Gömör-Kishont és Zólyom vármegye határát is alkotja.

## Története
A 18. században a bányakamara területén keletkezett. Üvegkohóját 1744-ben alapították, 1762-ben új épületeket emeltek hozzá. Kezdetben 20 munkást foglalkoztatott. A falut 1780-ban „Sichla”, 1786-ban „Sihla” néven írják.
A 18. század végén Vályi András így ír róla: „SZIHLA. Tót falu Zólyom Várm. földes Ura a’ Liptsei Bányászi Kamara, lakosai külömbfélék, fekszik Hroneczhez nem meszsze, és annak filiája; határja meglehetős.”
1800-ban „Sziha” alakban említik. 1828-ban 22 háza és 182 lakosa volt, akik főként favágók és üvegmunkások voltak. Üvegkohója a 19. század első felében indult fejlődésnek. A környék nagyobb vállalatait, főként Körmöcbánya és Selmecbánya üzemeit látta el üveggel.
Fényes Elek 1851-ben kiadott geográfiai szótárában így ír a faluról: „Szihla, tót falu, Zólyom vmegyében, Gömör vmegye szélen: 182 kath. lak. Fekszik rengeteg erdőség közt. Földje csak zabot terem. Üveghutája s savanyuvizforrása van. Birja a kamara. Ut. p. Végles.”
Az üvegkohó 1889-es rekonstrukciója után táblaüveget gyártott. A század végére azonban a termelés hanyatlott és az üzem 1904-ben bezárt. A trianoni diktátumig Zólyom vármegye Breznóbányai járásához tartozott.
1921-ben a Rimaszombati járáshoz csatolt községnek 358 lakosa volt, ebből 352 szlovák nemzetiségű, 351 római katolikus. 1923-ban megépült a Sziklát Kisgarammal összekötő erdei vasút. A faluban gőzhajtású fűrésztelep működött.

## Népessége
| Év:            | 1994. | 2004.   | 2014.   | 2024.   |
| -------------- | ----- | ------- | ------- | ------- |
| Emberek száma: | 199   | 210     | 196     | 177     |
| Eltérés:       |       | +5,52 % | -6,66 % | -9,69 % |

| Év:            | 2023. | 2024.   |
| -------------- | ----- | ------- |
| Emberek száma: | 179   | 177     |
| Eltérés:       |       | -1,11 % |

1910-ben 425, túlnyomórészt szlovák anyanyelvű lakosa volt.
2001-ben 219 lakosából 217 szlovák volt.
2011-ben 203 lakosából 187 szlovák volt.

## Híres személyek
- Itt született 1803-ban Zahn János György magyar üveggyáros, a művészi üvegárugyártás hazai úttörője.

## Külső hivatkozások
- Hivatalos oldal Archiválva 2022. szeptember 8-i dátummal a Wayback Machine-ben
- E-obce.sk Archiválva 2008. szeptember 20-i dátummal a Wayback Machine-ben
- Községinfó
- Szikla a térképen